# Pignia
Pignia (oficialmente Pignieu hasta 1952, en italiano Pignigo) es una localidad y antigua comuna suiza del cantón de los Grisones, situada en la región de Viamala, comuna de Andeer. Limitaba al norte con la comuna de Zillis-Reischen, al este con Salouf, al sur con Andeer, y al oeste con Clugin y Donat.
Comuna independiente hasta el 31 de diciembre de 2008, fecha en la cual fue hecha efectiva la fusión de las comunas de Andeer, Clugin y Pignia, en la comuna de Andeer.